# Герои Социалистического Труда Каракалпакстана
В настоящий список включены:

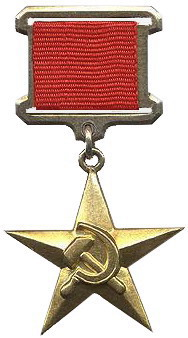
Золотая медаль «Серп и Молот»

- Герои Социалистического Труда, на момент присвоения звания проживавшие на территории Каракалпакской АССР (соответствующей границам современной Республики Каракалпакстан в составе Узбекистана) — 36 человек;
- уроженцы Каракалпакии, удостоенные звания Героя Социалистического Труда в других регионах СССР — 5 человек;
- Герои Социалистического Труда, прибывшие на постоянное проживание в Каракалпакию — 1 человек;
- лица, лишённые звания Героя Социалистического Труда — 1 человек.

Вторая и третья части списка могут быть неполными из-за отсутствия данных о месте рождения и месте смерти ряда Героев.
В таблицах отображены фамилия, имя и отчество Героев, должность и место работы на момент присвоения звания, дата Указа Президиума Верховного Совета СССР, отрасль народного хозяйства, а также ссылка на биографическую статью на сайте «Герои страны». Формат таблиц предусматривает возможность сортировки по указанным параметрам путём нажатия на стрелку в нужной графе.

## История
Первое присвоение звания Героя Социалистического Труда в Каракалпакской АССР произошло 13 июня 1950 года, когда Указом Президиума Верховного Совета СССР за получение высоких урожаев хлопка был награждён звеньевой колхоза Шамурат Мусаев.

## Лица, удостоенные звания Героя Социалистического Труда в Каракалпакии
| №  | Фамилия, имя, отчество            | Даты жизни              | Деятельность | Дата присвоения | Отрасль            | ГС        |
| -- | --------------------------------- | ----------------------- | --- | --------------- | ------------------ | --------- |
| 1  | Айданиязов Жаксымурат             | 1922 — ????             | Монтёр Нукусского эксплуатационного узла связи Министерства связи Узбекской ССР, Каракалпакская АССР                                                                            | 04.05.1971      | связь              | [ ГС 1 ]  |
| 2  | Алимов Абдулла                    | 10.01.1930              | Председатель колхоза «Кырккызабад» Элликкалинского района Каракалпакской АССР                                                                                                   | 05.03.1982      | сельское хозяйство | [ ГС 2 ]  |
| 3  | Балтабаев Артык                   | 1908—1969               | Главный инженер первой Турткульской МТС Кара-Калпакской АССР | 11.01.1957      | сельское хозяйство | [ ГС 3 ]  |
| 4  | Балтаниязов Усенбай               | род. 1940               | Механизатор совхоза «Халкабад» Кегейлийского района Каракалпакской АССР | 10.12.1973      | сельское хозяйство | [ ГС 4 ]  |
| 5  | Бекбаулиев Ерполат                | 1933 — ????             | Бригадир совхоза-техникума имени К. Ауезова Чимбайского района Каракалпакской АССР                                                                                              | 10.02.1975      | сельское хозяйство | [ ГС 5 ]  |
| 6  | Бекниязов Уббинияз                | 1932 — ????             | Бригадир рисоводческой бригады совхоза имени Чапаева Кунградского района Каракалпакской АССР                                                                                    | 14.12.1972      | сельское хозяйство | [ ГС 6 ]  |
| 7  | Васыгов Фаттах                    | 15.12.1912 — 2002       | Первый секретарь Турткульского горкома Компартии Узбекистана, Кара-Калпакская АССР                                                                                              | 11.01.1957      | госуправление      | [ ГС 7 ]  |
| 8  | Джуманазаров Казак                | род. 1935               | Звеньевой колхоза имени Молокова Турткульского района Кара-Калпакской АССР | 11.01.1957      | сельское хозяйство | [ ГС 8 ]  |
| 9  | Длимбетов Уразбай                 | род. 1935               | Машинист экскаватора Тахиаташского строительно-монтажного управления треста «Каракалпакводстрой» Министерства мелиорации и водного хозяйства Узбекской ССР, Каракалпакская АССР | 13.03.1981      | мелиоводхоз        | [ ГС 9 ]  |
| 10 | Дурдыев Абаджан                   | 1916 — ????             | Председатель колхоза имени М. Горького Турткульского района Кара-Калпакской АССР                                                                                                | 11.01.1957      | сельское хозяйство | [ ГС 10 ] |
| 11 | Ерекеев Рахим                     | род. 1937               | Тракторист колхоза имени Энгельса Амударьинского района Каракалпакской АССР | 06.03.1980      | сельское хозяйство | [ ГС 11 ] |
| 12 | Ещанов Рамет                      | 1900 — ????             | Бригадир полеводческой бригады колхоза имени Молотова Кипчакского района Кара-Калпакской АССР                                                                                   | 11.01.1957      | сельское хозяйство | [ ГС 12 ] |
| 13 | Иембергенов Хожамберген           | 1916 — ????             | Директор средней школы имени Бердаха, гор. Кунград Каракалпакской АССР | 27.06.1978      | образование        | [ ГС 13 ] |
| 14 | Ишмуратов Нарбай                  | 1930 — ????             | Председатель колхоза «Коммунизм» Турткульского района Каракалпакской АССР | 25.12.1976      | сельское хозяйство | [ ГС 14 ] |
| 15 | Камалова Айым                     | род. 1931               | Звеньевая колхоза «Ленинизм» Аму-Дарьинского района Кара-Калпакской АССР | 07.03.1960      | сельское хозяйство | [ ГС 15 ] |
| 16 | Кан Алексей                       | 1929 — 12.1980          | Рисовод совхоза «50 лет ВЛКСМ» Нукусского района Каракалпакской АССР | 10.12.1973      | сельское хозяйство | [ ГС 16 ] |
| 17 | Кошмуратов Самбай                 | 1929 — ????             | Старший чабан совхоза имени Карла Маркса Тахтакупырского района Каракалпакской АССР                                                                                             | 08.04.1971      | сельское хозяйство | [ ГС 17 ] |
| 18 | Курбанбаев Сарсенбай              | 1931 — ????             | Бригадир совхоза «Алтынкуль» Ленинабадского района Каракалпакской АССР | 10.03.1976      | сельское хозяйство | [ ГС 18 ] |
| 19 | Курбаниязов Онгарбай              | 1928 — ????             | Директор совхоза имени Чапаева Кунградского района Каракалпакской АССР | 26.02.1981      | сельское хозяйство | [ ГС 19 ] |
| 20 | Курбанов Бердибай                 | 01.02.1924 — 2004       | Директор совхоза «Ташкент» Ленинабадского района Каракалпакской АССР | 20.02.1978      | сельское хозяйство | [ ГС 20 ] |
| 21 | Курбанова Гульжан                 | род. 1932               | Звеньевая колхоза имени Молотова Шаббазского района Кара-Калпакской АССР | 11.01.1957      | сельское хозяйство | [ ГС 21 ] |
| 22 | Маткаримов Юлдаш                  | 1928 — ????             | Звеньевой колхоза имени Ленина Ходжейлийского района Каракалпакской АССР | 30.04.1966      | сельское хозяйство |           |
| 23 | Машарипов Матназар                | 1907 — ????             | Председатель колхоза имени Молокова Турткульского района Кара-Калпакской АССР                                                                                                   | 11.01.1957      | сельское хозяйство | [ ГС 22 ] |
| 24 | Мусаев Шамурат                    | 1891—1973               | Звеньевой колхоза имени Ахунбабаева Чимбайского района Кара-Калпакской АССР | 13.06.1950      | сельское хозяйство | [ ГС 23 ] |
| 25 | Назарханов Аяп                    | 1923 — ????             | Капитан мотофелюги рыболовецкого колхоза «Коммунизм» Муйнакского района Каракалпакской АССР                                                                                     | 01.03.1965      | рыбхоз             | [ ГС 24 ] |
| 26 | Розимова Пардагул                 | род. 1947               | Бригадир совхоза имени Беруни Берунийского района Каракалпакской АССР | 25.12.1976      | сельское хозяйство | [ ГС 25 ] |
| 27 | Розумбетов Нарбай                 | 1921—2001               | Бригадир колхоза «Коммунизм» Турткульского района Каракалпакской АССР | 08.04.1971      | сельское хозяйство | [ ГС 26 ] |
| 28 | Сапарбаева Амангуль               | 1925 — ????             | Звеньевая колхоза имени Молотова Чимбайского района Кара-Калпакской АССР | 11.01.1957      | сельское хозяйство | [ ГС 27 ] |
| 29 | Сариев Туржан                     | 1929 — ????             | Бригадир совхоза-техникума «Шуманай» Шуманайского района Каракалпакской АССР | 20.02.1978      | сельское хозяйство | [ ГС 28 ] |
| 30 | Сеитниязов Розум                  | 1906 — ????             | Председатель исполкома Турткульского районного Совета депутатов трудящихся Кара-Калпакской АССР                                                                                 | 11.01.1957      | госуправление      | [ ГС 29 ] |
| 31 | Султанова Турдыгуль               | 1915 — ????             | Бригадир совхоза имени Куйбышева Кегейлийского района Каракалпакской АССР | 08.04.1971      | сельское хозяйство | [ ГС 30 ] |
| 32 | Турениязов Садык                  | 1912 — ????             | Бригадир полеводческой бригады колхоза имени Орджоникидзе Шаббазского района Кара-Калпакской АССР                                                                               | 11.01.1957      | сельское хозяйство | [ ГС 31 ] |
| 33 | Турымбетов Утенияз                | 1926 — 10.1995          | Бригадир совхоза «Маданият» Тахтакупырского района Каракалпакской АССР | 23.06.1966      | сельское хозяйство | [ ГС 32 ] |
| 34 | Халмуратов Уразымбет Халмуратович | 1900—1981               | Бортврач санитарной авиации республиканской больницы, гор. Нукус Каракалпакской АССР                                                                                            | 04.02.1969      | здравоохранение    | [ ГС 33 ] |
| 35 | Худайбергенов Атаджан             | 20.03.1918 — 20.05.1985 | Директор совхоза имени М. Горького Амударьинского района Каракалпакской АССР | 14.12.1972      | сельское хозяйство | [ ГС 34 ] |
| 36 | Якубова Тохта                     | род. 1936               | Бригадир колхоза «Намуна» Турткульского района Каракалпакской АССР | 26.02.1981      | сельское хозяйство | [ ГС 35 ] |

## Уроженцы Каракалпакии, удостоенные звания Героя Социалистического Труда в других регионах СССР
| № | Фамилия, имя, отчество       | Даты жизни              | Деятельность | Дата присвоения | Отрасль            | ГС       |
| - | ---------------------------- | ----------------------- | --- | --------------- | ------------------ | -------- |
| 1 | Бяшимов Ходжа Нияз           | 1915 — ????             | Старший чабан каракулеводческого совхоза «Уч-Аджи» Министерства внешней торговли СССР, Байрам-Алийский район Марыйской области                                                           | 15.09.1948      | сельское хозяйство |          |
| 2 | Кудайбергенов Утеу           | 1901 — 22.06.1956       | Председатель колхоза «Карасай» Иргизского района Актюбинской области | 23.07.1948      | сельхоз            | [ ГС 1 ] |
| 3 | Пустобаев Дмитрий Гаврилович | 1927 — 20.12.1986       | Бригадир передвижной механизированной колонны № 11 треста «Приазоврисстрой» Министерства мелиорации и водного хозяйства РСФСР Красноармейского района Краснодарского края                | 08.04.1971      | мелиоводхоз        | [ ГС 2 ] |
| 4 | Русак Анатолий Ипполитович   | 18.12.1929 — 05.11.1992 | Капитан-директор большого рыболовного консервного траулера «Наталья Ковшова» Севастопольского управления океанического рыболовства Министерства рыбного хозяйства СССР, Крымская область | 07.07.1966      | рыбхоз             | [ ГС 3 ] |
| 5 | Эргалиев Хайтжан             | 1919 — ????             | Звеньевой колхоза имени Андреева Гурленского района Хорезмской области | 11.01.1957      | сельское хозяйство | [ ГС 4 ] |

## Герои Социалистического Труда, прибывшие в Каракалпакию на постоянное проживание из других регионов СССР
| № | Фамилия, имя, отчество | Даты жизни | Деятельность                                                             | Дата присвоения | Отрасль            | ГС       |
| - | ---------------------- | ---------- | ------------------------------------------------------------------------ | --------------- | ------------------ | -------- |
| 1 | Сагинов Хаир           | 1915—1982  | Звеньевой колхоза «Большевик» Куня-Ургенчского района Ташаузской области | 30.07.1951      | сельское хозяйство | [ ГС 1 ] |

## Лица, лишённые звания Героя Социалистического Труда
| № | Фамилия, имя, отчество | Даты жизни      | Деятельность                                                  | Дата присвоения | Дата отмены | Отрасль       | ГС       |
| - | ---------------------- | --------------- | ------------------------------------------------------------- | --------------- | ----------- | ------------- | -------- |
| 1 | Камалов Каллибек       | род. 18.03.1926 | Первый секретарь Каракалпакского обкома Компартии Узбекистана | 10.12.1973      | 15.06.1990  | госуправление | [ ГС 1 ] |